# Space Quest V
Space Quest V: Roger Wilco – The Next Mutation es un juego de aventura gráfica creado por Dynamix y lanzado por Sierra On-Line para MS-DOS el 5 de febrero de 1993. Es la quinta entrega de la serie Space Quest y el primer juego diseñado únicamente por Mark Crowe. La historia, ambientada en una parodia de la franquicia Star Trek, se centra en Roger Wilco, quien cumple su sueño de convertirse en un capitán estelar, pero termina involucrado en salvar la galaxia de una amenaza mortal de un virus creado por el hombre.
El juego fue recibido por los críticos como una divertida incorporación a la serie, aunque no presentó una versión con voces como en Space Quest IV. Una secuela, Space Quest 6, fue lanzada en 1995.

## Trama

### Ambientación
El juego está ambientado en un universo que parodia varias franquicias de ciencia ficción notables incluyendo a Alien y The Fly. De manera inusual para la serie Space Quest, Space Quest V parodia específicamente a Star Trek, incluyendo aspectos como naves, miembros de la tripulación y referencias de episodios de la franquicia. En la historia, los jugadores asumen el papel de Roger Wilco, quien, desde los eventos de Space Quest IV, ha solicitado convertirse en capitán para cumplir su sueño de toda la vida, mientras que en segundo plano se inicia una investigación sobre una serie de vertidos tóxicos en la galaxia que se teme que estén causando problemas.

### Historia
Después de los eventos de Space Quest IV, el humilde conserje Roger Wilco solicita un lugar en la Academia Starcon, con la esperanza de convertirse en capitán de su propia nave. Mientras está en la Academia, Roger se hace enemigo de Raems T. Quirk (una parodia bastante descarada del capitán James T. Kirk), un comandante con peluquín al mando de la nave más preciada de Starcon, la SCS Goliath. Durante una prueba de aptitud en la que Roger hace trampa, Starcon recibe la visita de la embajadora Beatrice Wankmeister, la misma mujer con la que Roger se dispone a tener una relación, después de enterarse de ella por su futuro hijo. Beatrice solicita un escolta para ayudarla mientras investiga casos extraños de vertidos tóxicos en toda la galaxia; Quirk se ofrece a ayudarla, y Starcon le permite utilizar el Goliath para sus investigaciones.
Mientras tanto, Roger logra con éxito su sueño y se le da el mando de su propia nave, la barcaza de basura SCS Eureka (que parece y funciona como una aspiradora de gran tamaño). Trabajando junto a su tripulación, el Eureka trabaja para limpiar la basura, recogiendo un xenomorfo que Roger toma como mascota. También interceptan una transmisión en una frecuencia de Starcon sobre una recolección de basura de una figura desconocida. Después de recolectar basura en órbita sobre un planeta selvático, el Eureka es atacado por una fembot homicida llamada WD40 que fue enviada por la misma compañía que lo persiguió en Space Quest III. Roger logra burlar a la fembot en la superficie del planeta y toma un dispositivo de camuflaje de la propia nave del droide.
Cuando la tripulación se toma un momento para relajarse en un «bar espacial», Roger encuentra a su ingeniero jefe Cliffy (una parodia de Scotty del Star Trek original) involucrado en una pelea de bar con algunos miembros de la tripulación del Goliath. Quirk, que es testigo de esto, lo arresta, lo que obliga a Roger a sacarlo del calabozo del bar. Mientras el Eureka reanuda su misión, Roger se ve obligado a investigar una colonia en un planeta estéril que la nave lo encuentra desierto. Para su sorpresa, descubre que los colonos se han convertido en mutantes; las únicas pistas de lo que sucedió son un recipiente encontrado tirado cerca de la colonia, que pertenece a una empresa de genética, y un registro de un colono que indica que la colonia fue atacada algún tiempo después de que la visitara el Goliath.
Poco después de abandonar el planeta, el Eureka recibe un SOS de Quirk que revela que su nave está siendo atacada. En respuesta a la llamada, la tripulación encuentra una cápsula de escape que salió del Goliath que contiene a Beatrice. Ella revela que la nave fue atacada por mutantes y que Quirk y la tripulación fueron mutados como resultado; como ella misma está sufriendo una mutación, Roger la pone en criosueño para ralentizar el proceso hasta que pueda encontrar una cura. Al rastrear a la compañía genética, Roger, a pesar de un mal funcionamiento del transportador, descubre que los científicos de la compañía intentaron crear un virus para la terraformación, pero mutó y comenzó a atacar a las criaturas vivientes. El experimento terminó, pero el científico principal tuvo que deshacerse de los tanques del virus; se descubre que Quirk fue sobornado para arrojar los tanques por toda la galaxia.
A través de una idea inusual de su mascota xenomorfo, Roger le sugiere a Cliffy usar el teletransportador para separar el virus de Beatrice. El proceso funciona, lo que lo lleva a lanzar una audaz incursión en el Goliath para ver si el proceso se puede aplicar a los demás. Con la ayuda de la WD40 reprogramada, Roger rescata con éxito lo que queda de la tripulación de la nave, pero descubre que Quirk, mutado sin posibilidad de rescate, huye de la nave para infectar a Eureka. Tras rescatar a Beatrice, Roger hace que su nave se autodestruya, destruyendo el virus para siempre. Beatrice se une a él y a los sobrevivientes, mientras parten en el Goliath hacia Starcon.

## Desarrollo
Este juego fue el primero de la serie que no fue diseñado por los «Dos chicos de Andrómeda», ya que solo Mark Crowe trabajó en el proyecto. También fue el primer juego de Space Quest que no fue desarrollado internamente por Sierra On-Line, sino por la empresa hermana de Sierra, Dynamix, a la que Mark Crowe se había mudado poco después del lanzamiento de Space Quest IV.
Space Quest V también fue el único juego de Space Quest, y el segundo título de Sierra en general (siendo Leisure Suit Larry 5 el primero) en ser patrocinado por una empresa de la vida real. El logotipo de Sprint aparecería después de cualquier transmisión de comunicaciones, en una valla publicitaria en la barra espaciadora y también en los créditos. Además, en un punto del juego hay un diálogo entre dos personas donde una denuncia el plan «Friends & Aliens» de MCI diciendo que «simplemente no vale la pena». Space Quest V fue uno de los varios juegos de Sierra que se regalaron como recompensa por registrarse para el servicio con Sprint. También hay una mención de «AT&T».
Aunque este juego haya llegado después de la versión «talkie» en CD-ROM de Space Quest IV, originalmente se lanzó solo en disquetes (aunque luego se lanzaría en un CD recopilatorio con toda la serie Space Quest), y los planes iniciales para una versión talkie del juego fueron descartados. Según el entonces artista de Dynamix Sean Murphy, esto se debió a que Dynamix estaba en problemas financieros en ese momento y estaban ansiosos por lanzar nuevos juegos en lugar de trabajar en «versiones doradas» de juegos ya lanzados.

## Protección de copia
La protección de copia del juego implica que los jugadores deberán ingresar coordenadas de navegación de destino de cinco dígitos en el motor warp (cada coordenada representa un planeta o estación espacial diferente), de un cuadro en el manual impreso. Al igual que Space Quest IV, hay un rompecabezas basado en el sistema de protección de copia donde se necesitará descubrir un código no documentado a través de la exploración dentro del juego.

## Recepción
Según Sierra On-Line, las ventas combinadas de la serie Space Quest superaron los 1,2 millones de unidades a fines de marzo de 1996.
Charles Ardai de Computer Gaming World afirmó que el juego era divertido y estaba lleno de suspenso. Elogió los gráficos y el sonido «de primera» y describió al diálogo y la narración como «escritos con un ingenio seco y un sentido del carácter que los convierte en un placer de leer». Ardai concluyó: «Creo que incluso los fanáticos más exigentes de Wilcophiles estarán satisfechos».